# Vikenti Orjechko
Vikenti Florentinovitch Orjechko (Wincenty-Piotr Orzeszko en polonais) (Викентий Флорентинович Оржешко), né le 9 juin 1876 à Tomsk, et mort pas avant 1918, est un architecte russe d'ascendance polonaise, enseignant entre 1905 et 1914 à l'institut technologique de Tomsk.

## Biographie

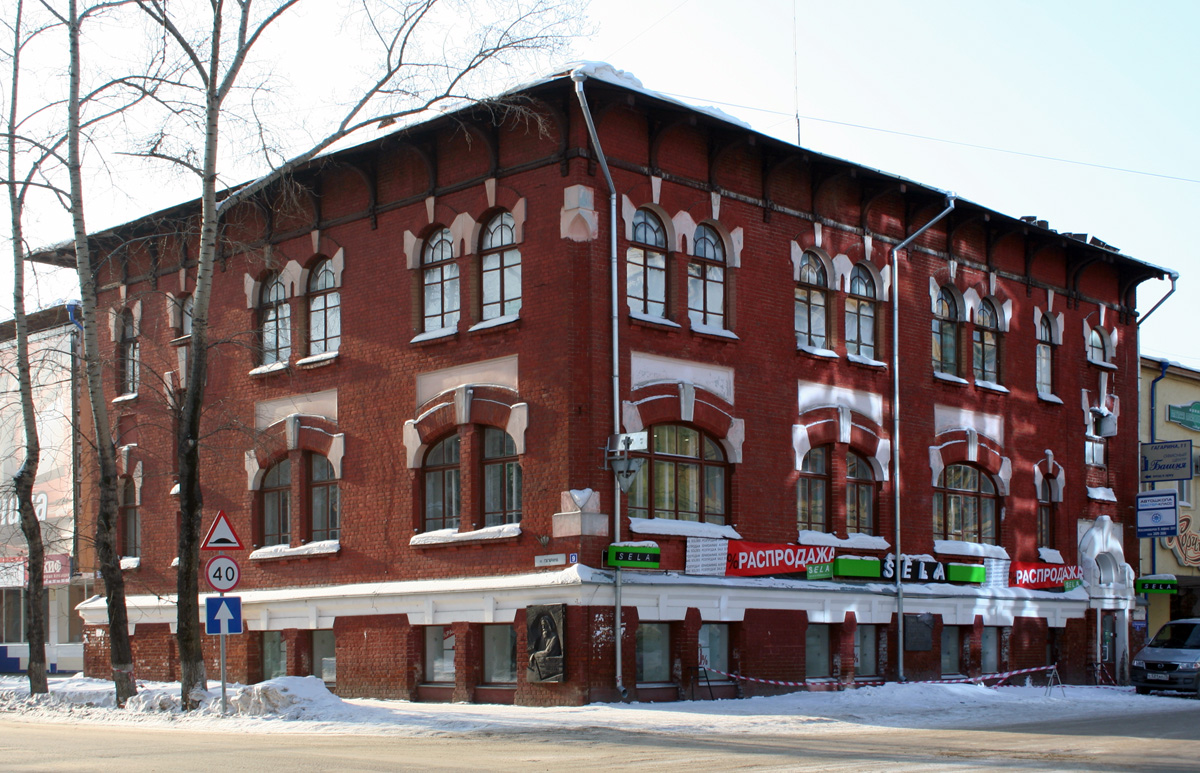
Siège de l'imprimerie «Compagnie sibérienne d'imprimerie».

Orjechko naît au sein d'une famille de la noblesse polonaise, exilée en Sibérie après le soulèvement de 1863, dont le père, Florentin Orjechko (Florenty Orzeszko en polonais), est médecin et beau-frère d'Eliza Orzeszkowa. Il épouse en secondes noces Lucia Potsolouïevskaïa, fille d'un médecin de Tomsk.
Vikenti (Wincenty en polonais, Vincent en français) est élevé dans la religion catholique après avoir été baptisé à l'église Notre-Dame-du-Rosaire de Tomsk. Il étudie à l'école moderne Alexis (de type Realschule) de Tomsk tout en prenant des leçons de dessin auprès du peintre Alexandre Mako. Il étudie aussi le dessin à l'école auprès d'un diplômé de l'académie des beaux-arts, Pavel Kocharov. Diplômé en 1895, Orjechko entre à l'école supérieure des arts de l'académie impériale des beaux-arts de Saint-Pétersbourg dans la classe du professeur Léon Benois du département d'architecture. Il est diplômé en 1902 et retourne à Tomsk où il bénéficie d'une clientèle privée. Il enseigne à partir de 1905 jusqu'en 1914 à l'institut technologique. En 1907, il est envoyé dans un voyage d'études en Italie, en Allemagne et en France.
Occupant divers postes, il travaille à Tomsk en tant qu'architecte. Il est membre du comité pour l'amélioration de Tomsk, membre de la Douma de la ville, l'un des organisateurs de la Société des amateurs d'art de Tomsk. Il part dans l'exercice de ses fonctions en 1914 pour Moguilev à la veille de la Première Guerre mondiale. L'on perd sa trace en 1918.

## Quelques œuvres à Tomsk

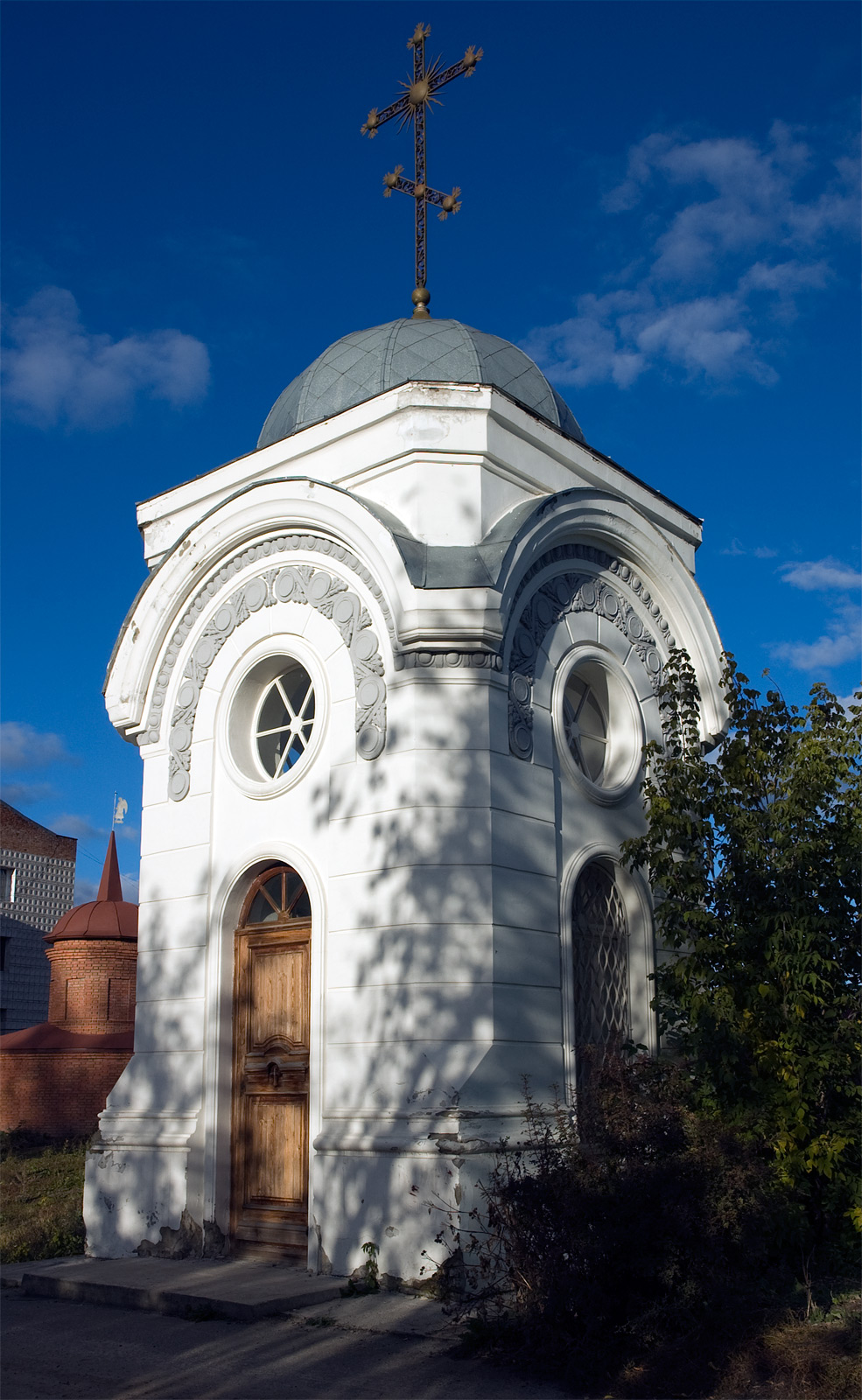
Chapelle funéraire du starets Fiodor Kouzmitch, refaite à l'identique en 2001.

- Chapelle funéaire du starets Fiodor Kouzmitch au monastère Saint-Alexis (1903, refaite à l'identique en 2001);
- Siège de la Compagnie sibérienne d'imprimerie à l'angle de la rue de la Noblesse (aujourd'hui rue Gagarine) et de la rue de la Yama (aujourd'hui ruelle Nakhanovitch) (1906—1908).
- Église catholique Saint-Nicolas du village de Borokovka (aujourd'hui Barokovskoïé) dans le gouvernement de Tomsk[4];
- Maison de charité Kalinine-Chouchliaïev (1911-1912, avec Tovy Fischel), au n° 15 de la rue de l'Armée rouge;
- Hôtel particulier Mikhaïlovski (1911, rue Belinski, n° 23);
- «Maison du Chasseur» (ancienne demeure du marchand Alexandre Gromov, rue Gagarine n° 42)
- Hôtel particulier du n° 12 rue Verchinine.

## Travaux attribués
Des édifices lui sont également attribués à Tomsk.
- Maison aux Dragons (demeure particulière d'I.A. Bystrjitski, rue de l'Armée rouge n° 68;
- Immeuble de rapport Vassilkov, rue Kouznetsov n° 17;
- Projets de la Banque d'État (1914, non réalisé) et de la Bourse du Travail (1910, non réalisé);
- Esquisses du projet de l'école Moukhinobougorski (terminé par L.S. Kniazev, construction en 1911-1913);
- Usine de tannerie « Golovanov et Fils » (1913);
- Projet d'une Maison du Peuple à Tomsk en 1910 (deux prix)
- Plans de la chapelle Saint-Antoine en style néogothique construite en 1911 pour le cimetière polonais de Tomsk où son père a été enterré en 1905 (démolie dans les années 1930).

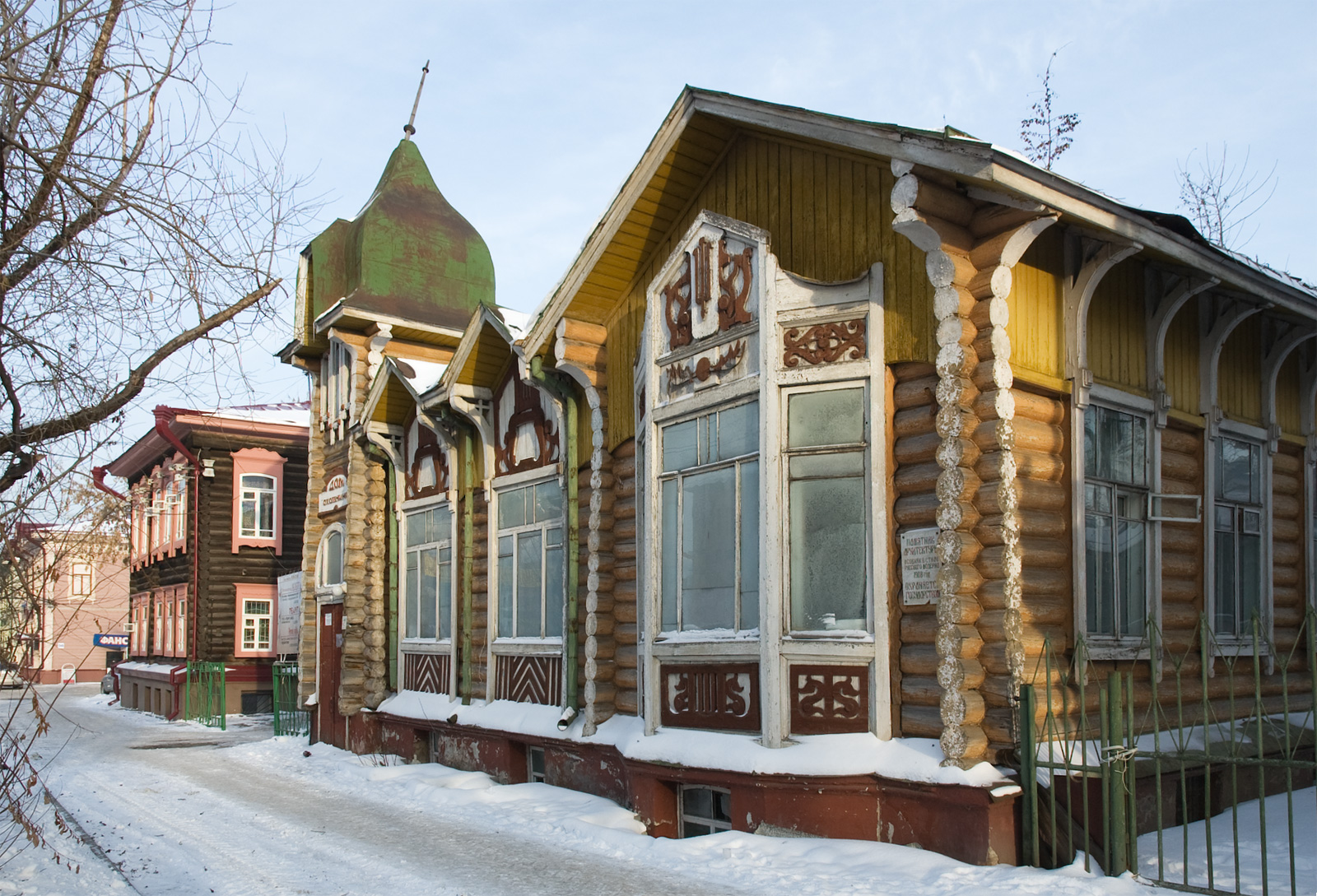
La «Maison du Chasseur»

## Œuvres dans d'autres villes
Il participe à plusieurs concours:
- Bâtiment du musée historique de Saint-Pétersbourg en 1908 (avec Andreï Kriatchkov, quatre prix, non réalisé);
- Théâtre à Iaroslavl en 1908 (avec Andreï Kriatchkov, trois prix, non réalisé);
- Bâtiment de négoce à Omsk en 1912 (deux prix);
- Administration du chemin de fer à Omsk en 1912 (un prix).